# Geo (programma televisivo)
Geo è un programma televisivo italiano di genere documentario, in onda dal 1984 su Rai 3. La trasmissione è attualmente condotta da Sveva Sagramola e da Emanuele Biggi, biologo e fotografo amante della natura. Gli argomenti trattati vanno dalla cultura al clima, dagli animali alle nuove tecnologie, dalla natura alla gastronomia fino all'attualità ed è, dietro al TG3, il secondo programma più longevo tuttora trasmesso su Rai 3.

## Storia

### 1984-1985: la nascita e il successo con Folco Quilici
La trasmissione, nata da un'idea del regista e documentarista Folco Quilici, prende il via su Rai3 con il titolo Geo – L’avventura e la scoperta alle 19.35 di sabato 28 gennaio 1984. La prima edizione, proposta in versione settimanale con appuntamenti della durata di circa 40 minuti, propone in ogni puntata diversi documentari, ai quali fanno seguito interviste a viaggiatori di professione e approfondimenti in studio. Ad affiancare Quilici nella conduzione in studio c'è l'attrice Mita Medici. Il buon riscontro ottenuto porta la trasmissione ad andare in onda per 21 puntate sino a sabato 16 giugno, per poi cedere lo spazio per tutta l’estate nella stessa fascia oraria alla rubrica Geo Antologia, nella quale vengono alternati i momenti migliori della prima edizione a nuovi documentari. La seconda edizione, con la medesima formula ma con alla conduzione soltanto Quilici, prende il via sabato 29 settembre 1984 e prosegue sino al 13 luglio 1985 per un totale di 29 puntate, alle quali segue un nuovo lungo ciclo di Geo Antologia.

### 1985-1988: il debutto in prima serata e la versione quotidiana
Il 1º ottobre 1985, forte dei consensi di pubblico e critica Geo viene promosso con la sua terza edizione in prima serata al martedì. Con il notevole aumento della durata, il programma propone in ogni puntata numerosi documentari, alternati alla presenza di ospiti in studio o in collegamento. In questa stagione Quilici si avvale della collaborazione della giornalista Patrizia Schisa. Durante tutto il periodo estivo viene realizzata una terza edizione di Geo Antologia, alla quale segue una quarta edizione di Geo, in onda dal 30 settembre 1986, inizialmente al martedì in prima serata e in seguito, dopo una leggera flessione degli ascolti, al giovedì in seconda serata. Il 5 ottobre 1987 prende il via la quinta stagione che, abbandonando la seconda serata, diventa un appuntamento quotidiano, in onda alle 17.45 dal lunedì al venerdì. In ogni puntata, della durata di 45 minuti, Quilici propone al pubblico un documentario legato ogni giorno della settimana ad un genere diverso. Al termine della quinta stagione Quilici, deciso ad intraprendere nuove esperienze lavorative, lascia il programma. Per alcune settimane va in onda Geo Reprint, una rubrica condotta da Manuela Antonelli, nella quale viene mostrato il meglio della stagione appena andato in onda.

### 1988-1996: il successo quotidiano con Gianclaudio Lopez, Grazia Francescato e Stefano Ardito
Il 3 ottobre 1988 alle 17.30 prende il via la sesta edizione. Al timone del programma, in onda sempre dal lunedì al venerdì, arrivano il professore Gianclaudio Lopez, al suo debutto come conduttore televisivo, e Giovanna Ventura, già programmista e aiutante di Quilici a Geo in passato. La trasmissione prosegue per tutta la stagione. Al termine va in onda un nuovo ciclo di Geo Reprint, condotto da Serena Albano, e per tutta l'estate del 1989 Geo Estate, in onda dal lunedì al venerdì alle 20.00, con la conduzione di Caterina Vertova. La settima stagione di Geo prende il via il 2 ottobre 1989 con la riconfermata conduzione del solo Gianclaudio Lopez, che dall'aprile 1990 cede il posto al'ambientalista Grazia Francescato. Quest'ultima conduce anche la prima parte dell’ottava stagione, per poi riaffidare il programma a Lopez. Nello stesso periodo, alcune puntate vanno in onda con il titolo Speciale Geo, e si caratterizzano rispetto alle normali puntate per la presenza di documentari esclusivi di produzione internazionale. La nona stagione prende il via a novembre del 1991 con la conduzione del giornalista Stefano Ardito, che rimarrà alla guida di Geo anche nella decima edizione, trasmessa dall’Orto Botanico di Roma, e nell’undicesima stagione, in onda dall’autunno del 1992. A febbraio del 1993 Geo viene riaffidato a Grazia Francescato, che conduce il programma sino al 1996.

### 1996-1998: la nascita diGeo & Geocon Licia Colò
Dal 23 settembre 1996 la rubrica viene rinnovata, assumendo la nuova denominazione di Geo & Geo. Il programma, in onda per la prima volta in diretta, è condotto da Licia Colò. Nella nuova versione vengono introdotti quiz e giochi a tema scientifico e l'interazione con il pubblico a casa, che attraverso il televoto può scegliere cosa guardare tra i tre documentari proposti dalla conduttrice. La trasmissione va in onda dal lunedì al venerdì dalle 16.00 alle 17.30. La Colò rimane alla conduzione anche nella stagione successiva, nella quale ospita in studio numerosi giovani volontari legati ad associazioni in difesa del mondo animale e della natura. La sera del 24 dicembre 1997, vigilia di Natale, viene realizzato in prima serata lo Speciale Geo & Geo - La Grande Avventura, una serata nella quale vengono proposti tre documentari che raccontano i viaggi di tre diverse famiglie appassionate di natura.

### 1998-2013: l'arrivo di Sveva Sagramola e la nascita diCose dell'altro Geo
Dal 1998 al 2010 il programma è stato condotto in autonomia da Sveva Sagramola che, dalla fine del 1998 conduce anche Geo & Geo Doc, programma incentrato principalmente sulla messa in onda di documentari (negli anni successivi assumerà il titolo Geo Magazine). Dal settembre 2001 la formula viene modificata con la divisione del programma in due parti: nella prima, intitolata Cose dell'altro Geo, ci sono giochi a premi e un televoto per decidere quale di tre documentari proposti mandare in onda, nella seconda, c'è il film-documentario scelto dal pubblico e un approfondimento in studio. Il programma ospita spesso il prof. Adriano Mazzarella, fisico e climatologo che fornisce le previsioni meteo. Cose dell'altro Geo nel settembre 2010 viene anticipato alle 16.00 ed affidato a Massimiliano Ossini. Dal settembre 2011 al maggio 2013 il programma viene diviso in tre parti: Cose dell'altro Geo, con Massimiliano Ossini, in onda dalle 15:55 alle 17:30, Geo Scienza, con Marco Castellazzi, in onda dalle 17:30 alle 17:45, e Geo & Geo, con Sveva Sagramola, in onda dalle 17:45 alle 19.00. Cose dell'altro Geo diventa più simile a Geo & Geo, con ospiti in studio, e si concentra principalmente sull'agricoltura e sull'alimentazione. Geo Scienza  è condotto da Marco Castellazzi, uno dei principali autori di Geo & Geo, sempre affiancato da alcuni scienziati, tra i quali Vanessa Biagiotti e Daniela Romanazzo (per la chimica), Davide Cassi (per la fisica), Elisa Rossi, Tiziana Raparelli e Giulio Caciotta (per la matematica).

### Dal 2013: il ritorno di Geo
Dal 23 settembre 2013 il programma riacquista l'originale denominazione Geo e torna ad essere diviso in due parti: Aspettando Geo, dalle 16:00 alle 17:10, in cui viene proposto un documentario, e Geo, dalle 17:10 alle 18:55, condotto da Sveva Sagramola e dalla new entry Emanuele Biggi, in cui sono trattati argomenti relativi alla natura, salute, gastronomia, scienza, tecnologia ma anche attualità e costume. Dal 2016 al 2021 il programma va in onda anche alla domenica mattina con il titolo Domenica Geo. Lo spazio domenicale è costituito da una presentazione inedita da parte dei due conduttori, seguita dalla riproposizione di alcuni spezzoni di Geo, sia filmati che interviste, andati in onda nella settimana appena conclusa. Nell'estate del 2020 viene realizzato lo spin off Geo - Vacanze Italiane, in onda in access prime time dal lunedì al venerdì, con la conduzione di Sveva Sagramola. La trasmissione mostra in ogni puntata servizi e documentari legati alle bellezze italiane, sottolineando quanto la natura e l'arte siano strettamente collegate tra loro.

## Edizioni
| Edizione | Titolo                          | Periodo           | Periodo        | Conduttore         | Conduttore         |
| Edizione | Titolo                          | Inizio            | Fine           | Conduttore         | Conduttore         |
| -------- | ------------------------------- | ----------------- | -------------- | ------------------ | ------------------ |
| 1ª       | Geo - L'avventura e la scoperta | 28 gennaio 1984   | 16 giugno 1984 | Folco Quilici      | Mita Medici        |
| 2ª       | Geo - L'avventura e la scoperta | 29 settembre 1984 | 13 luglio 1985 | Folco Quilici      | Folco Quilici      |
| 3ª       | Geo - L'avventura e la scoperta | 1º ottobre 1985   | 20 maggio 1986 | Folco Quilici      | Patrizia Schisa    |
| 4ª       | Geo - L'avventura e la scoperta | 30 settembre 1986 | 28 maggio 1987 | Folco Quilici      | Folco Quilici      |
| 5ª       | Geo                             | 5 ottobre 1987    | 29 aprile 1988 | Folco Quilici      | Folco Quilici      |
| 6ª       | Geo                             | 3 ottobre 1988    | 26 maggio 1989 | Gianclaudio Lopez  | Giovanna Ventura   |
| 7ª       | Geo                             | 2 ottobre 1989    | 20 aprile 1990 | Gianclaudio Lopez  | Grazia Francescato |
| 8ª       | Geo                             | 29 ottobre 1990   | 19 aprile 1991 | Grazia Francescato | Gianclaudio Lopez  |
| 9ª       | Geo                             | 4 novembre 1991   | 30 aprile 1992 | Stefano Ardito     | Stefano Ardito     |
| 10ª      | Geo                             | 2 novembre 1992   | 23 aprile 1993 | Stefano Ardito     | Grazia Francescato |
| 11ª      | Geo                             | 1º novembre 1993  | 29 aprile 1994 | Grazia Francescato | Grazia Francescato |
| 12ª      | Geo                             | 31 ottobre 1994   | 28 aprile 1995 | Grazia Francescato | Grazia Francescato |
| 13ª      | Geo                             | 30 ottobre 1995   | 3 maggio 1996  | Grazia Francescato | Grazia Francescato |
| 14ª      | Geo & Geo                       | 23 settembre 1996 | 9 maggio 1997  | Licia Colò         | Licia Colò         |
| 15ª      | Geo & Geo                       | 6 ottobre 1997    | 8 maggio 1998  | Licia Colò         | Licia Colò         |
| 16ª      | Geo & Geo                       | 5 ottobre 1998    | 14 maggio 1999 | Sveva Sagramola    | Sveva Sagramola    |
| 17ª      | Geo & Geo                       | 4 ottobre 1999    | 12 maggio 2000 | Sveva Sagramola    | Sveva Sagramola    |
| 18ª      | Geo & Geo                       | 25 settembre 2000 | 18 maggio 2001 | Sveva Sagramola    | Sveva Sagramola    |
| 19ª      | Geo & Geo                       | 24 settembre 2001 | 10 maggio 2002 | Sveva Sagramola    | Sveva Sagramola    |
| 20ª      | Geo & Geo                       | 23 settembre 2002 | 9 maggio 2003  | Sveva Sagramola    | Sveva Sagramola    |
| 21ª      | Geo & Geo                       | 22 settembre 2003 | 21 maggio 2004 | Sveva Sagramola    | Sveva Sagramola    |
| 22ª      | Geo & Geo                       | 20 settembre 2004 | 20 maggio 2005 | Sveva Sagramola    | Sveva Sagramola    |
| 23ª      | Geo & Geo                       | 19 settembre 2005 | 19 maggio 2006 | Sveva Sagramola    | Sveva Sagramola    |
| 24ª      | Geo & Geo                       | 18 settembre 2006 | 18 maggio 2007 | Sveva Sagramola    | Sveva Sagramola    |
| 25ª      | Geo & Geo                       | 17 settembre 2007 | 16 maggio 2008 | Sveva Sagramola    | Sveva Sagramola    |
| 26ª      | Geo & Geo                       | 15 settembre 2008 | 22 maggio 2009 | Sveva Sagramola    | Sveva Sagramola    |
| 27ª      | Geo & Geo                       | 14 settembre 2009 | 21 maggio 2010 | Sveva Sagramola    | Sveva Sagramola    |
| 28ª      | Geo & Geo                       | 13 settembre 2010 | 20 maggio 2011 | Sveva Sagramola    | Sveva Sagramola    |
| 29ª      | Geo & Geo                       | 12 settembre 2011 | 25 maggio 2012 | Sveva Sagramola    | Sveva Sagramola    |
| 30ª      | Geo & Geo                       | 1º ottobre 2012   | 17 maggio 2013 | Sveva Sagramola    | Sveva Sagramola    |
| 31ª      | Geo                             | 23 settembre 2013 | 23 maggio 2014 | Sveva Sagramola    | Emanuele Biggi     |
| 32ª      | Geo                             | 22 settembre 2014 | 22 maggio 2015 | Sveva Sagramola    | Emanuele Biggi     |
| 33ª      | Geo                             | 14 settembre 2015 | 20 maggio 2016 | Sveva Sagramola    | Emanuele Biggi     |
| 34ª      | Geo                             | 12 settembre 2016 | 26 maggio 2017 | Sveva Sagramola    | Emanuele Biggi     |
| 35ª      | Geo                             | 11 settembre 2017 | 1º giugno 2018 | Sveva Sagramola    | Emanuele Biggi     |
| 36ª      | Geo                             | 10 settembre 2018 | 31 maggio 2019 | Sveva Sagramola    | Emanuele Biggi     |
| 37ª      | Geo                             | 9 settembre 2019  | 12 giugno 2020 | Sveva Sagramola    | Emanuele Biggi     |
| 38ª      | Geo                             | 7 settembre 2020  | 28 maggio 2021 | Sveva Sagramola    | Emanuele Biggi     |
| 39ª      | Geo                             | 6 settembre 2021  | 27 maggio 2022 | Sveva Sagramola    | Emanuele Biggi     |
| 40ª      | Geo                             | 12 settembre 2022 | 26 maggio 2023 | Sveva Sagramola    | Emanuele Biggi     |
| 41ª      | Geo                             | 11 settembre 2023 | 31 maggio 2024 | Sveva Sagramola    | Emanuele Biggi     |
| 42ª      | Geo                             | 9 settembre 2024  | 30 maggio 2025 | Sveva Sagramola    | Emanuele Biggi     |

## Spin-off del programma
- Geo Antologia condotto da Folco Quilici (1984-1986)
- Geo Reprint condotto da Manuela Antonelli (1988) e Serena Albano (1989)
- Geo Estate condotto da Caterina Vertova (1989)
- Speciale Geo (1990-1992)
- Speciale Geo&Geo - La Grande Avventura condotto da Licia Colò (1997)
- Geo&Geo Doc (1998-2013)
- Geo Magazine (dal 1998)
- Cose dell'altro Geo condotto da Sveva Sagramola (2001-2010), Massimiliano Ossini (2010-2013)
- Geo Scienza condotto da Marco Castellazzi (2011-2013)
- Aspettando Geo (dal 2013)
- Domenica Geo condotto da Sveva Sagramola e Emanuele Biggi (2016-2021)
- Geo – Vacanze Italiane condotto da Sveva Sagramola (2020)

## Sigla
Negli anni ottanta la sigla di Geo è stata il singolo 3rd Movement, dall'album Heaven and Hell del cantante e compositore greco Vangelis. Nel 1990 per la sigla fu usata una composizione originale di Piero Milesi con animazioni di Tullio Pericoli. In seguito per Geo & Geo venne usata Messages, tratta dall'album Voices, sempre di Vangelis, e in uso fino alla stagione 2015-2016, riarrangiata dal compositore Davide Caprelli. Per le stagioni 2016-2017 e 2017-2018 è stata usata come sigla una composizione di Diego Buongiorno. Dalla stagione 2018-2019 la sigla del programma è un brano originale intitolato "Terra" nella versione breve e "Gaia" nella versione estesa, sempre del compositore Davide Caprelli.

## Critica
La critica televisiva lo annovera come uno dei migliori programmi pomeridiani, rispetto alla rete principale Rai 1 e la concorrente Canale 5 (che trattano temi di cronaca nera) questa trasmissione tratta temi più leggeri, nella fascia pomeridiana.